# Arthur Conan Doyle (film 1927)
Arthur Conan Doyle – amerykański film z 1927 roku.